# Claus Helmer
Claus Helmer (* 23. Februar 1944 in Brünn; † 3. September 2023 in Frankfurt am Main) war ein österreichischer Schauspieler, Regisseur und Theaterdirektor. Er lebte und arbeitete in Frankfurt am Main.

## Leben
Bereits während seiner Kindheit in Wien stand er auf fast allen Bühnen dieser Stadt, erstmals am 13. März 1956 in Jean D’Arc von Max Mell am Burgtheater. Von 1959 bis 1962 absolvierte er seine Schauspielausbildung am Max-Reinhardt-Seminar in Wien. In der Zeit von 1956 bis 1960 war er bereits in 40 Theaterrollen sowie in drei Spielfilmen und etlichen Fernsehproduktionen zu sehen. Sein erstes Engagement in Deutschland (Düsseldorf) erhielt er 1962. Ab 1965 war Claus Helmer als freier Schauspieler und Regisseur in Aachen, Düsseldorf, Hamburg, Stuttgart und Frankfurt am Main tätig.
1965 stand er zum ersten Mal auf der Bühne des Kleinen Theaters im Zoo an der Seite des Prinzipals Fritz Rémond in Telemachos Clay. 1967 feierte Claus Helmer mit Wann heiraten Sie meine Frau? seinen Einstand in der Komödie Frankfurt. Ab 1972 war er Direktor dieses 1950 gegründeten klassischen Boulevardtheaters im Zentrum Frankfurts, das Komödien, Schwänke, Musicals und bekannte Stars präsentiert. 1999 schuf er mit dem Neubau ein modernes, elegantes Theater mit Foyer-Bar und eigenem Bistro. Die Komödie hat nicht nur einen festen Platz im Frankfurter Theaterleben, sondern ist eine bundesweite bekannte Institution für Unterhaltungstheater.
Im März 1995 übernahm Claus Helmer auch die Direktion des Fritz Rémond Theaters im Zoo und rettete so dieses 1947 gegründete traditionsreiche Haus vor der Schließung. Das einzige Theater der Welt in einem zoologischen Garten bot und bietet klassische wie auch zeitgenössische Stücke auf anspruchsvolle und unterhaltsame Weise sowie Begegnungen mit den großen Namen der Film- und Theaterwelt – u. a. traten  hier Martin Held, Curd Jürgens, Karlheinz Böhm, Hilde Krahl, Lil Dagover, Werner Finck, Willy Reichert, Louise Martini, Boy Gobert und Hans-Joachim Kulenkampff auf.
Häufig stand Helmer selbst auf der Bühne, so z. B. in den Ken-Ludwig-Komödien Cyrano in Buffalo und Othello darf nicht platzen oder in Samuel Taylors Champagnerkomödie. Am 13. März 2021 feierte Claus Helmer sein 65-jähriges Bühnenjubiläum.
Claus Helmer war Gründungsmitglied des Lions Clubs Frankfurt Am Leonhardsbrunn und Mitglied der Frankfurter Gesellschaft für Handel, Industrie und Wissenschaft (Casinogesellschaft von 1802).
Er verstarb am 3. September 2023 in Frankfurt am Main.

## Filmografie (Auswahl)
- 1958: Solang’ die Sterne glüh’n (Zirkuskinder)
- 1958: Im Prater blüh’n wieder die Bäume
- 1960: Das Floß der Medusa – Regie: Wolfgang Glück (TV)
- 1962: Der langsame Walzer – Regie: Walter Davy (TV)
- 1962: Applaus für Smetana – Regie: E. W. Emo (TV-Kurzfilm)
- 1967: Kollege Crampton – Regie: Wilhelm Semmelroth (TV)
- 1970: Das Märchen vom Wolf – Regie: Fritz Rémond junior (TV)

## Inszenierungen (Auswahl)
- Barfuß im Park von Neil Simon, 1977
- Schlafzimmergäste von Alan Ayckbourn, 1979
- Helden von George Bernard Shaw, 1984
- Endlich allein von Lawrence Roman, 1988
- Laßt uns loslegen! (Stepping out) von Richard Harris, 1996
- Andorra von Max Frisch, 1997
- Der Fall Furtwängler von Ronald Harwood, 1999
- Liliom von Franz Molnár, 2000
- Kiss me, Kate von Cole Porter, 2002
- My Fair Lady von Frederick Loewe, 2007
- 39 Stufen von Patrick Barlow, Simon Corble und Nobby Dimon, 2010, Fritz-Rémond-Theater, Frankfurt am Main
- Kings Speech von David Seidler, 2013, Fritz Rémond Theater Frankfurt

## Auszeichnungen
- 1981: Österreichisches Ehrenkreuz für Wissenschaft und Kunst
- 1981: Harlekin der Volksbühne Frankfurt als beliebtester Bühnenkünstler
- 1982: Ehrenmedaille in Gold des Österreichischen Fremdenverkehrs
- 1994: Ehrenring der Stadt Frankfurt am Main
- 1997: Ehrenplakette der Stadt Frankfurt am Main
- 1997: Professorentitel durch den Bundespräsidenten der Republik Österreich
- 1998: Deutsches Bundesverdienstkreuz am Bande
- 2004: Hessischer Verdienstorden am Bande
- 2010: Friedrich-Stoltze-Preis
- 2012: Goethe-Plakette des Landes Hessen
- 2017: Goetheplakette der Stadt Frankfurt am Main